# Anodendron howii
Anodendron howii är en oleanderväxtart som beskrevs av Ying Tsiang. Anodendron howii ingår i släktet Anodendron och familjen oleanderväxter. Inga underarter finns listade i Catalogue of Life.